# Diclinanona
Diclinanona es un género de plantas fanerógamas con tres especies perteneciente a la familia de las anonáceas. Son nativas de Perú y Ecuador.

## Taxonomía
El género fue descrito por Friedrich Ludwig Emil Diels y publicado en Notizblatt des Botanischen Gartens und Museums zu Berlin-Dahlem 10: 174. 1927.  La especie tipo es: Diclinanona tessmannii Diels

## Especies
- Diclinanona calycina (Diels) R. E. Fr.

- Diclinanona matogrossensis Maas

- Diclinanona tessmannii Diels